# Uai Bobo
Uai Bobo sind zwei Höhlen in Osttimor. Sie liegen nahe dem Ort Venilale (Verwaltungsamt Venilale, Gemeinde Baucau).
In Uai Bobo 1 und Uai Bobo 2 machte man archäologische Funde, die auf ein Alter von bis zu 13.420 ± 520 Jahren BP datiert wurden. Darunter gab es endemische Fauna, Steinartefakte aus dem Pleistozän und Holozän und Keramik und Überreste von Haustieren von etwa 4000 Jahren BP. Einige der endemischen Arten sind in den letzten tausend Jahren auf Timor ausgestorben.
In den neolithischen Schichten finden sich zahlreiche Reste von Muscheln, während sie in den Schichten aus der Metallzeit fehlen.